# بوطرفایه
بوطرفایه یک منطقهٔ مسکونی در الجزایر است که در ناحیه کرزاز واقع شده‌است. بوطرفایه ۳۶۵ متر بالاتر از سطح دریا واقع شده‌است.